# 25045 Baixuefei
25045 Baixuefei (tên chỉ định: 1998 QU<sub43) là một tiểu hành tinh vành đai chính. Nó được phát hiện bởi dự án Nghiên cứu tiểu hành tinh gần Trái Đất Lincoln ở Socorro, New Mexico ngày 17 tháng 8 năm 1998. Nó được đặt theo tên Mate Bai Xuefei.